# Charles de Gaulle (schip, 2001)
De Charles de Gaulle is een Frans vliegdekschip met nucleaire voortstuwing. Het is vernoemd naar de Franse president en generaal Charles de Gaulle. Het schip is in gebruik genomen in 2001 als vervanger van de vliegdekschepen Foch en Clemenceau en is het enige vliegdekschip van Frankrijk. De Charles de Gaulle is na de HMS Queen Elizabeth het grootste marineschip van Europa.

## Constructie

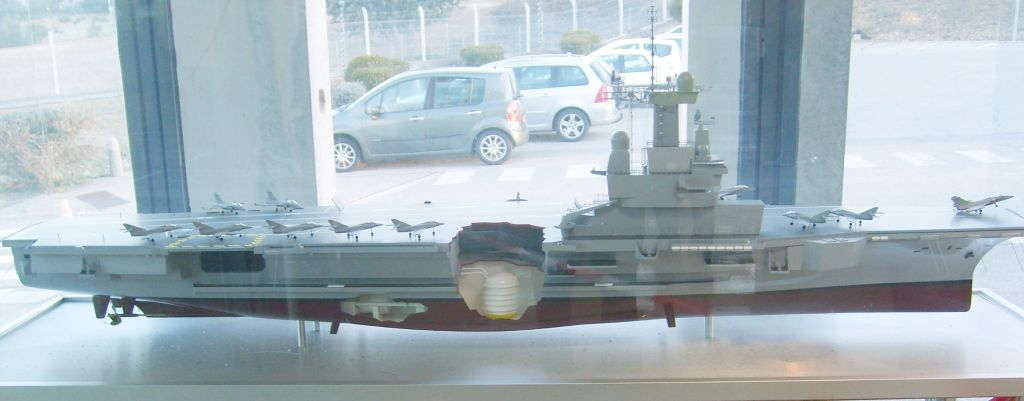
Model van de Charles de Gaulle. Het model bevindt zich op het terrein van het CEA te Cadarache, waar de kernreactor van het schip is gebouwd. De in het model weergegeven vorm van de reactor lijkt een artistieke impressie van de modelbouwer

De plannen voor het bouwen van de Charles de Gaulle stammen uit het midden van de jaren 1970. In 1986 werd besloten het schip de Richelieu te noemen naar de Franse staatsman Armand Jean du Plessis, hertog van Richelieu. Een jaar later wijzigde Jacques Chirac de naam in Charles de Gaulle. De constructie werd begonnen in april 1989 bij Direction des constructions et armes navales (DCAN) in Brest. Het schip was gereed in mei 1994 en was met 35.500 ton het grootste oorlogsschip gebouwd in West-Europa sinds de Britse HMS Ark Royal uit de jaren 1950.
Tijdens de eerste tests in januari 1999 werd duidelijk dat het dek verlengd moest worden, zodat ook de E-2 Hawkeyes konden landen. Het schip kreeg hierdoor een slechte naam onder de Franse bevolking. Dit werd niet beter toen in nacht van 9 op 10 november 2000 onderweg naar Norfolk in de Verenigde Staten de linker schroef defect raakte. Het schip moest voor reparatie omkeren naar Toulon. Toen na onderzoek bleek dat de reserveschroeven dezelfde structurele fout hadden, werd besloten schroeven van de Foch en Clemenceau te gebruiken. Hierdoor werd de maximale snelheid van 27 knopen vertraagd naar 25 knopen. Op 18 mei 2001 werd de Charles de Gaulle officieel in dienst gesteld. Sindsdien heeft het schip aan verschillende operaties meegedaan.
In 2017 en 2018 is het schip uit de vaart genomen voor een renovatie in Toulon die 18 maanden duurde en 1,3 miljard euro kostte. Hierna moet het schip minstens tot 2040 kunnen dienstdoen.